# Cong Xuedi
Cong Xuedi (叢學娣T, 丛学娣S, Cóng XuédìP; Shanghai, 13 maggio 1963) è un'ex cestista e allenatrice di pallacanestro cinese.

## Carriera
Con la Cina ha disputato tre edizioni dei Giochi olimpici (Los Angeles 1984, Seul 1988, Barcellona 1992) e i Campionati del mondo del 1986.